# Chocolate Hills

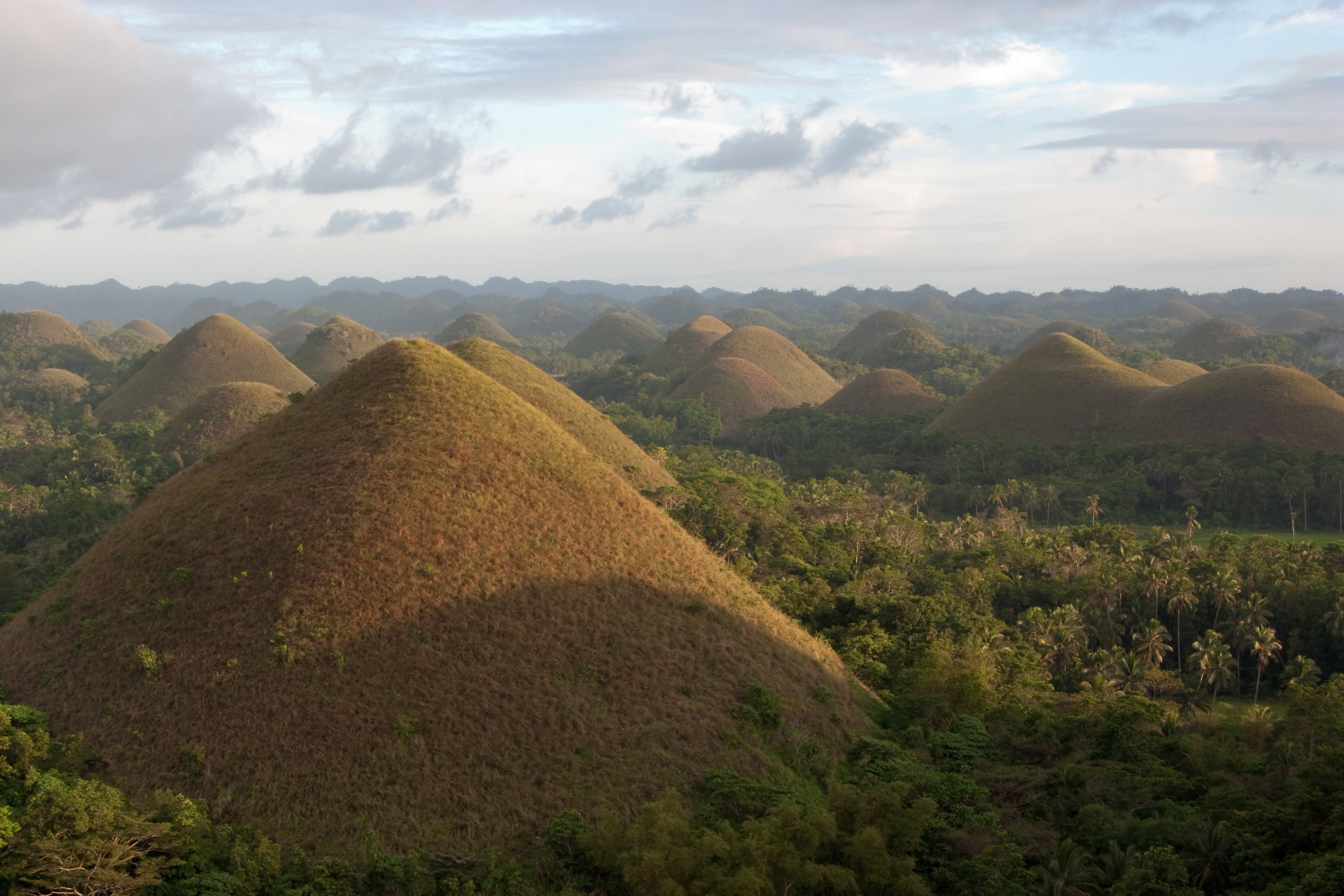
Chocolate Hills

Chocolate Hills (cebuánsky Mga Bungtod sa Tsokolate nebo Bohol Bungtod, tagalsky Mga Tsokolateng Burol, v překladu Čokoládové vrchy) jsou kuželovité kopce na filipínském ostrově Bohol mající v období sucha čokoládovou barvu. Pro svou výjimečnost byly navrženy k zápisu do seznamu Světového dědictví UNESCO.
Bohol je jeden z Visayských ostrovů ležících v centrální oblasti Filipín. Tomuto ostrovu, velkému asi jako Mallorca, patří zvláštní místo ve filipínské historii. Zde byla v roce 1565 uzavřena první formální dohoda mezi obyvateli ostrova a španělským královstvím. Místní náčelník Datu Sikatua uzavřel smlouvu o přátelství s Miguelem Lopezem de Legazpi, vyslancem krále Filipa II., podle kterého bylo souostroví pojmenováno. Smlouvu zpečetili vypitím vína s příměsí vlastní krve, kterou nakapali do číše ze svých rozřízlých zápěstí. Od té doby se tento dokument nazývá pokrevní smlouva. Pro dnešní Filipínce je však ostrov zejména krajinou Čokoládových vrchů. Na rozlehlé plošině uprostřed ostrova se nachází 1268 strmých, pravidelných kopečků, jejichž vrcholy dosahují výšku od 30 do 100 metrů. 

## Popis
Čokoládové vrchy mají tvar navzájem si podobných kuželů či kup a stojí ve skupinách. Jejich svahy jsou porostlé trsy tvrdé trávy, které v období sucha od února do května tak vyschnou, že se kopce zbarví do čokoládova. Po přívalech vydatných tropických dešťů se kopce opět zazelenají. Jejich původ není jednoznačně objasněn, ale je zřejmé, že jejich vznik podmínilo vlhké oceánské podnebí Filipín a vlastnosti vápence, z kterého jsou utvořené. Na rozdíl od kuželového krasu v Číně, nebo škrapových polí v Dinárském krasu nejsou filipínské vápence úplně čisté. Příměsi jiných prvků a minerálů způsobují, že vápence jsou odolnější proti zvětrávání a jejich vrstevnatost je menší, a proto tady nevznikají podzemní jeskyně. Vrstva půdy a travního porostu navíc chrání vápenec před bezprostředním působením dešťové vody.

## Pověst
Legendy ostrovanů z Boholu však mají pro původ Čokoládových vrchů jiné vysvětlení. Podle jedné pověsti vděčí vrchy za svůj vznik nešťastné lásce. Mladý a silný obr Arogo vášnivě miloval krásnou lidskou dívku Aloyu. Když zemřela, zarmoucený obr propukl v pláč a z jeho zkamenělých slz pak vznikly Čokoládové vrchy.